# Liste des chaînes de télévision au Brésil
La liste des chaînes de télévision au Brésil référence les différents réseaux de télévision, stations et chaînes diffusés au Brésil.
Le secteur audiovisuel brésilien est similaire au secteur audiovisuel de grands territoires tels que les États-Unis ou le Canada : les principales chaînes sont organisées en réseau de télévision, un réseau de télévision étant composé de plusieurs stations régionales affiliées, qui diffusent tout ou partie de la grille des programmes de la maison mère. Le Brésil compte dix principaux réseaux de télévision qui sont, par importance en audimétrie, le réseau Globo, qui totalise à lui seul plus de 50 % de parts de marché (2007), suivi des réseaux SBT, Record, Bandeirantes et RedeTV!.

## Réseaux de télévision

### Réseaux privés
- Rede Globo
- SBT
- Rede Record
- Rede Bandeirantes
- RedeTV!
- Rede Gazeta
- CNT
- RBTV
- NGT
- Ulbra TV

### Réseaux publics
- TV Brasil
- TV Cultura

### Anciens réseaux
- Rede Família
- Rede Tupi
- Rede Manchete

## Chaînes thématiques
- MTV Brasil

### Chaînes parlementaires et gouvernementales
- NBR
- TV Brasil - Canal Integración
- TV Câmara
- TV Justiça
- TV Senado

### Chaînes d'information en continu
- Record News
- Globo News

## Chaînes internationales
- Globo Internacional
- RecordTV Internacional
- Band Internacional
- TV Brasil Internacional
- Rede Brasileira de Televisão Internacional